# 西園寺宣久
西園寺 宣久（さいおんじ のぶひさ）は、戦国時代から安土桃山時代にかけての武士。伊予西園寺氏の家臣。西園寺十五将の1人。

## 生涯
西園寺公宣の子。宣久の家は伊予西園寺氏のうち宇和郡来村を領しており、来村殿と称されていた。亀が淵城を居城としていたが、天正3年（1575年）、それまで宇和郡高串の道免城城主家藤監物が守っていた板島丸串城に移り、その後は板島殿と称された。
天正4年（1576年）頃、伊勢神宮に参詣し、その際、和歌と俳諧を織り交ぜた紀行文『伊勢参宮海陸之記』を著している。
天正8年（1580年）5月18日、病死した。法名は後西園寺殿羽林郎将永桃道宗大居士。墓所は来応寺にある。
辞世の和歌は「朝な夕な何に心を尽してやいたづら事にけふとこそなれ」「世の中は皆偽りの其内に此一言のまことなりけり」の二首が伝わる。